# Distretto di Hennaya
Il distretto di Hennaya è un distretto della provincia di Tlemcen, in Algeria.

## Comuni
Il distretto di Beni Boussaid comprende 3 comuni:
- Hennaya
- Ouled Riyah
- Zenata